# Saint-Michel-de-Castelnau
Saint-Michel-de-Castelnau je francouzská obec v departementu Gironde v regionu Akvitánie. V roce 2009 zde žilo 238 obyvatel.